# 171624 Nicolemartin
171624 Nicolemartin è un asteroide della fascia principale. Scoperto nel 2000, presenta un'orbita caratterizzata da un semiasse maggiore pari a 2,6482563 au e da un'eccentricità di 0,1610268, inclinata di 4,29972° rispetto all'eclittica.